# Kasteel van Hakendover

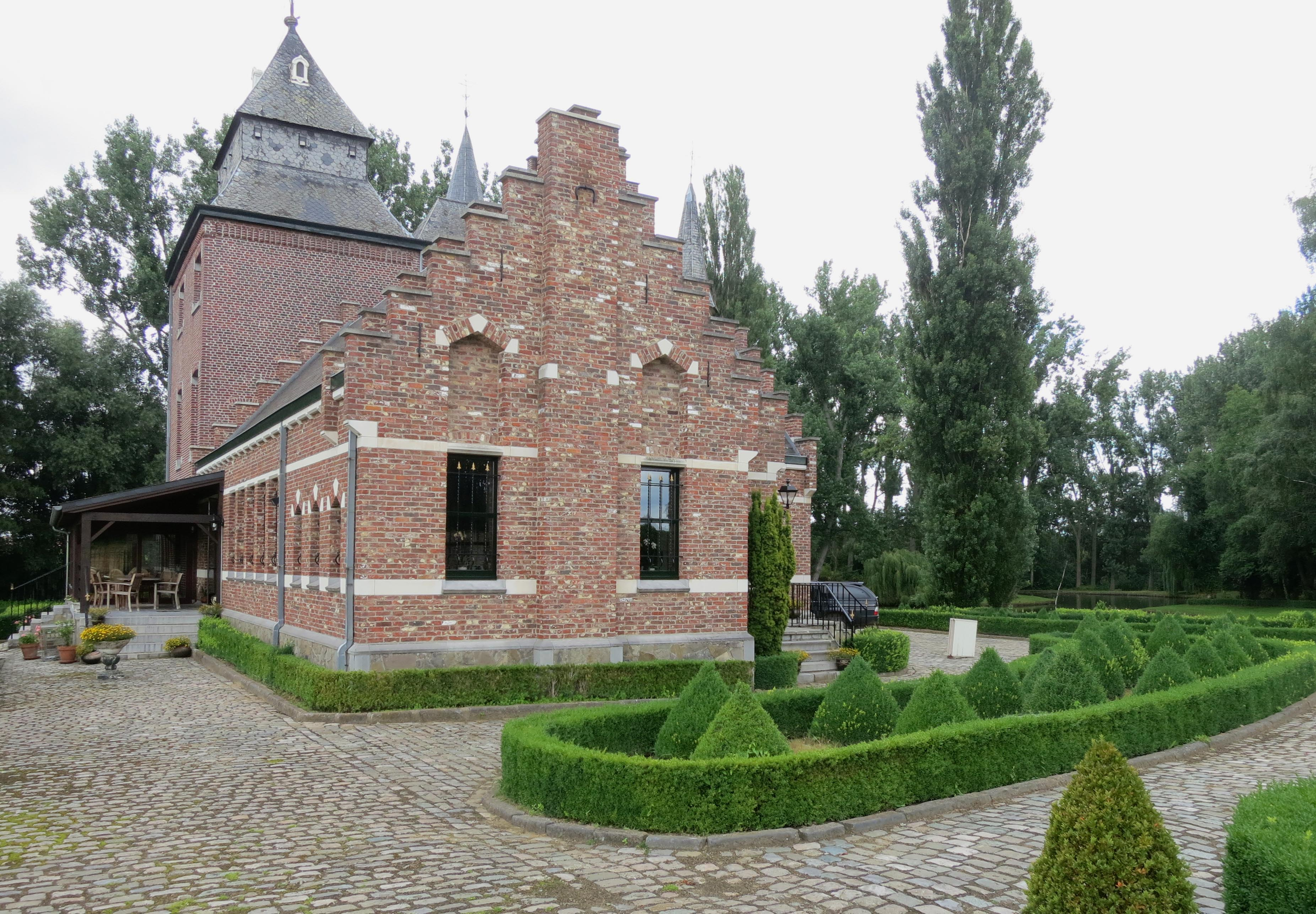
Kasteel Hakendover in 2012

Het Kasteel van Hakendover (ook: Kasteel Storms) is een kasteel in de tot de Vlaams-Brabantse gemeente Tienen behorende plaats Hakendover, gelegen aan de Sint-Truidenseweg 492.
De steenweg op Sint-Truiden werd omstreeks 1730 aangelegd en het betreffende landhuis zal daarna zijn gebouwd, evenals de bijbehorende dienstgebouwen. In 1816 was het goed eigendom van notaris Roch-Jean-Baptiste Janssens. Er bestond toen ook een Engelse landschapstuin van ruim 1 ha.
In 1848 werd het landhuis vergroot en verbonden met het koetshuis, waarop het voortaan als kasteel werd aangeduid. Ook het park werd vergroot tot ruim 6 ha. Ook werd een vijver aangelegd.
Tijdens de Eerste Wereldoorlog werd het landhuis door de Duitsers geplunderd en in brand gestoken. In 1920-1922 werd het kasteel herbouwd door Albert Storms in gewijzigde vorm maar op de oude fundering. In 1979 werd het domein verkocht aan de stichting Marie Marguérite Delacroix en werd het een tehuis voor gehandicapte kinderen met de naam Ten Haghedorne. Er werden tal van paviljoens op het terrein gebouwd waarbij een groot deel van het park verdween.